# Клаус фон Клицинг
Клаус-Олаф фон Клицинг (на немски: Klaus von Klitzing)е германски физик, носител на Нобелова награда за физика за 1985 г. за откриването на целочисления квантов ефект на Хол.

## Биография
Роден е на 28 юни 1943 г. в Шрода Велкополска, Полша. През 1962, започва да следва физика в Брауншвайг. През 1972, защитава докторска дисертация във Вюрцбург, на тема „Галваномагнитните свойства на телура в силни магнитни полета“. През 1980 е назначен за професор в Техническия университет – Мюнхен, а от 1985 е директор на Института Макс-Планк по физика на твърдото тяло.
През 1980 г. в Лабораторията по силни магнитни полета в Гренобъл Фон Клицинг извършва експерименти, които довеждат до откриването на целочисления квантов ефект на Хол, което му носи и Нобеловата награда. Съпротивлението на Хол на двумерни електронни газове е квантувана и кратна на т.нар. константа на фон Клицинг, равна на {\displaystyle R_{K}=h/e^{2}=25812,807449(86)\Omega }.